# Gesellschaft Historisches Berlin
Die Gesellschaft Historisches Berlin e. V. ist ein gemeinnütziger Verein, der sich für die Erhaltung und im Bedarfsfall für die möglichst originalgetreue Rekonstruktion historischer Berliner Bauwerke einsetzt.

## Geschichte & Vereinsarbeit
Der Verein wurde 1991 als Gesellschaft zur Wiederherstellung, Restaurierung und Erhaltung kulturhistorisch wertvoller Gebäude e. V. gegründet. Die Gesellschaft setzte sich zunächst vor allem für die Rekonstruktion des Berliner Stadtschlosses ein.
Generell geht es dem Verein darum, historisch wertvolle Berliner Gebäude zu erhalten und auch die traditionelle urbanistische Struktur der Straßen und Plätze zu bewahren. Moderne Architektur wird bejaht, wenn sie sich dem Vorhandenen zugesellt, ohne es zu dominieren. Die Mitgliederzahl der Vereinigung beträgt nach eigenen Angaben über 1000. Die Ziele der GHB werden durch Ausstellungen und Vorträge, aber auch durch Denkschriften, Petitionen, Volksbegehren und Eingaben vertreten. 
Die Gesellschaft trat zunächst mit einer Ausstellung am Brandenburger Tor zur historischen Entwicklung des Pariser Platzes und mit Eingaben zum Bebauungsplan hervor. Sie beteiligte sich dann intensiv und öffentlichkeitswirksam an der Diskussion über die Zukunft des Lustgartens und konnte eine der ursprünglichen ähnliche Gestaltung des Platzes erreichen. Auch, setzte sie sich für die Mittelpromenade und die traditionellen Kandelaber Unter den Linden ein. Für den Wiederaufbau des Schlosses und der Bauakademie sowie die Wiedergewinnung des historischen Schinkelplatzes arbeitete die GHB eng mit anderen Gruppen zusammen.
In der Frage Neues Museum (Berlin) bekämpfte die Gesellschaft die Realisierung des Entwurfes von David Chipperfield und trat für einen Wiederaufbau analog einer zu Zeiten der ausgehenden DDR vorgesehenen Rekonstruktion ein. Ohne offizielle Zustimmung der UNESCO wurde der Entwurf realisiert.
In der jüngsten Vergangenheit wirkte die GHB mit Erfolg in einem Parallelfall mit: Die geplante Sanierung der barocken Staatsoper Unter den Linden in eine modernisierte Anlage wurde abgewehrt zugunsten einer anderen Gestaltung.
In der aktuellen Arbeit beschäftigt sich die Gesellschaft Historisches Berlin mit folgenden Themen:
- Ideen und Konzepte für die Bebauung des Marx-Engels-Forums zwischen dem Roten Rathaus und der Marienkirche sowie zwischen Spree und Fernsehturm;
- Lösungsvorschläge für die Verkehrsentwicklungs-Planung für Berlin-Mitte.
- Wiederherstellung der historischen Kurfürstenbrücke mit dem Reiter-Standbild des Großen Kurfürsten an der Südostecke des Berliner Schlosses als Bestandteil des Schlossensembles.
- Die Erhaltung des teilweise infrage gestellten denkmalgeschützten Gleimtunnels im Norden Berlins als technisches Baudenkmal im Mauerpark zwischen Pankow und Wedding unter einem großen Bahndamm.
- Weitere Baumaßnahmen auf der Museumsinsel: das zentrale Eingangsgebäude am Kupfergraben und Ergänzungsbauten am und im Pergamonmuseum.[2]
- Weitere Bemühungen um das Schloss als Humboldtforum und den Wiederaufbau der Bauakademie in nächster Nachbarschaft.[3]

Vorsitzender ist seit 2013 Gerhard Hoya.